# Jean-Pierre Duquette
Pour les articles homonymes, voir Duquette.
Jean-Pierre Duquette est un écrivain et professeur québécois né à Salaberry-de-Valleyfield le 27 juin 1939. Professeur émérite de l'université McGill où il a enseigné la littérature française et québécoise de 1969 à 2004, il a été également président de l'Académie des lettres du Québec de 1998 à 1999.  

## Honneurs
- 1982 - Académie des lettres du Québec
- 1995 - Médaille de l'Académie de Versailles
- 1999 - Chevalier de l'Ordre national du Québec